# Propolis angulosa
Propolis angulosa är en svampart som beskrevs av P. Karst. . Propolis angulosa ingår i släktet Propolis och familjen Rhytismataceae.   Inga underarter finns listade i Catalogue of Life.